# Riedelia cordylinoides
Riedelia cordylinoides là một loài thực vật có hoa trong họ Gừng. Loài này được Henry Nicholas Ridley miêu tả khoa học đầu tiên năm 1916 dưới danh pháp Alpinia cordylinoides. Năm 1990, Rosemary Margaret Smith chuyển nó sang chi Riedelia.

## Phân bố
Loài này được tìm thấy ở cao độ 945-1.676 m (3.100-5.500 ft) dọc theo sông Utakwa (Otakwa) ngược dòng tới phần trung tâm dãy núi Snow = dãy núi Maoke (trong dãy núi Nassau = dãy núi Sudirman) ở tỉnh Papua, Indonesia. Mẫu vật điển hình: C.B. Kloss s.n. thu thập ngày 19 tháng 2 năm 1912 và ngày 30 tháng 1 năm 1913 tại núi Carstensz.